# قلم تسيح

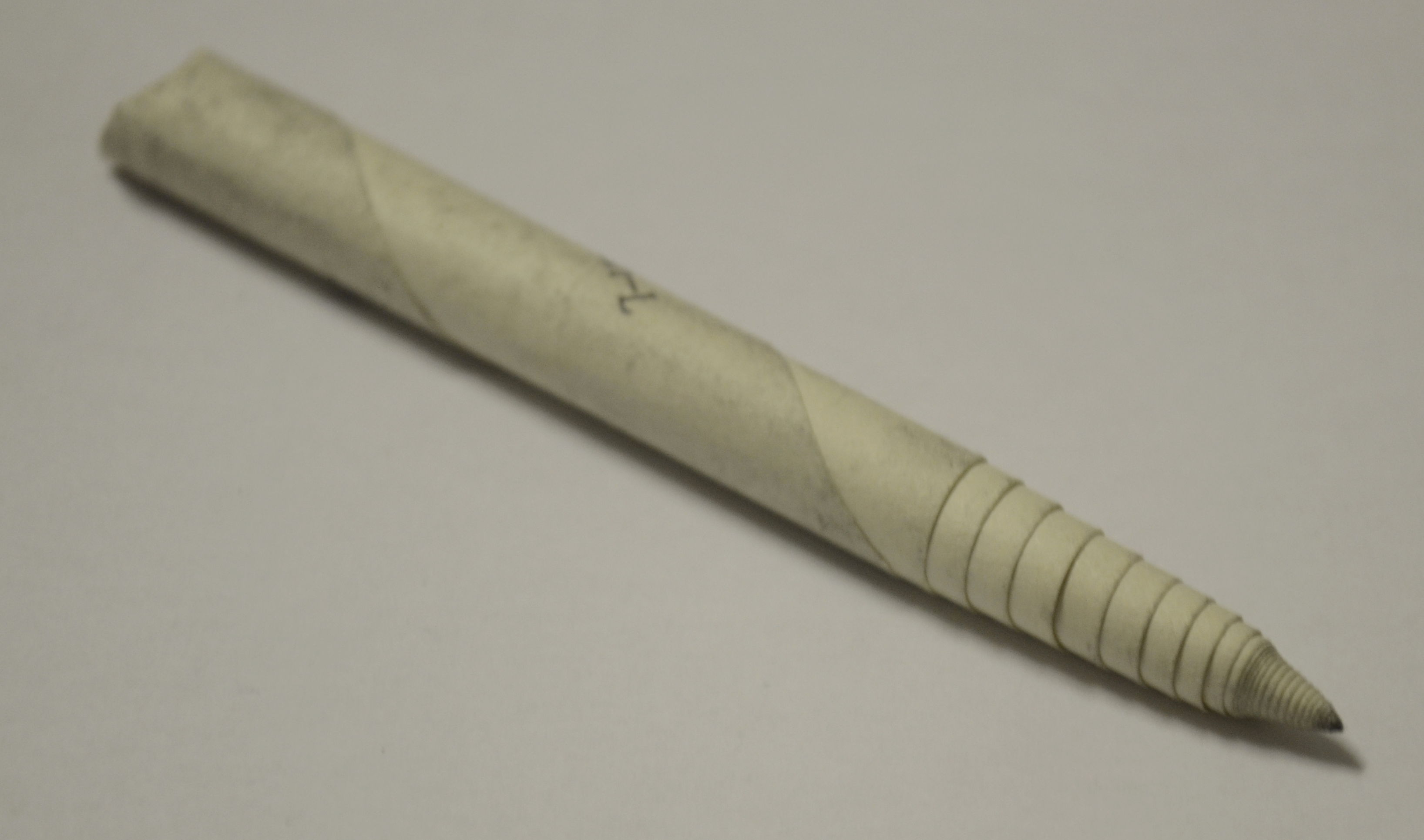
فتالة.

الفتالة أو قلم التسيح هي أداة رسم أسطوانية، مستدقة في النهاية وعادة ما تكون مصنوعة من الورق الملفوف، يستخدمه الفنانون في لطخ أو مزج علامات مصنوعة من الفحم أو كونتيه أو قلم رصاص أو أدوات رسم أخرى. تفرز الفتالات قواماً مختلفاً قليلاً عن الحبيبات عند المزج، كما أنها مجوفة، في مقابل كونها صلبة.
عادة ما يتطلب تنظيف المداعك إزالة الطبقة الخارجية المستعملة من الورق عن طريق كشط أو فرك الفتالة على سطح خشن، مثل ورق الصنفرة أو السجاد أو محايات المطاط أو لوح الصنفرة.

## التاريخ

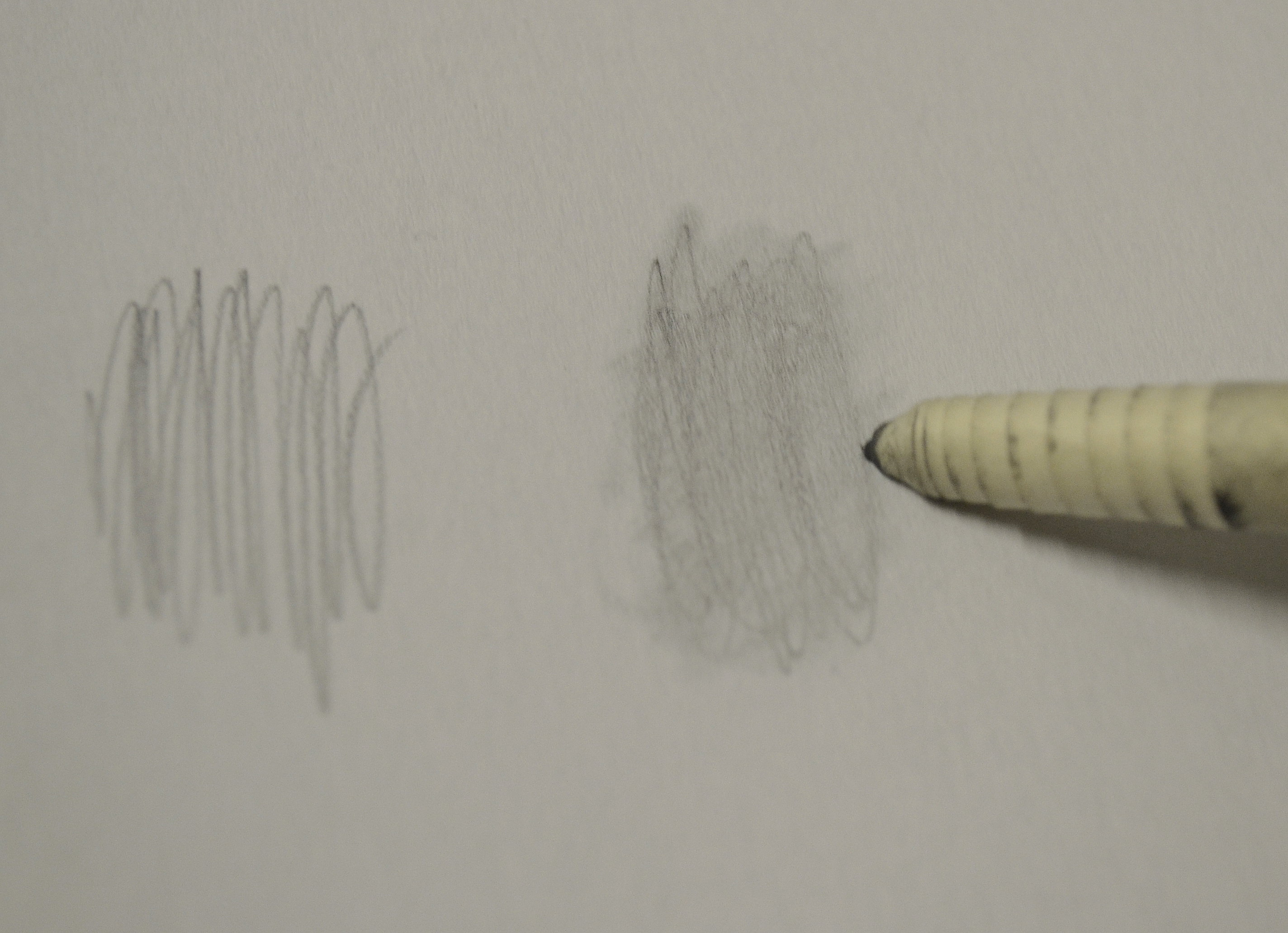
فتالة تسخدم في مزج الألوان.

يعتقد أن عمر هذه الأداة يرجع أقدم استخدام للفتالة والمزيج إلى عام 1427.